# Cantone di Boulogne-sur-Mer-1
Il Cantone di Boulogne-sur-Mer-1 è una divisione amministrativa dell'Arrondissement di Boulogne-sur-Mer.
È stato costituito a seguito della riforma approvata con decreto del 24 febbraio 2014, che ha avuto attuazione dopo le elezioni dipartimentali del 2015.

## Composizione
Comprende parte della città di Boulogne-sur-Mer e i 6 comuni di:
- La Capelle-lès-Boulogne
- Conteville-lès-Boulogne
- Pernes-lès-Boulogne
- Pittefaux
- Wimereux
- Wimille